# Clinton County, Pennsylvania
Clinton County är ett administrativt område i delstaten Pennsylvania i USA, med 39 238 invånare. Den administrativa huvudorten (county seat) är Lock Haven.

## Politik
Clinton County har under 2000-talet tenderat att rösta på republikanerna i politiska val. Republikanernas kandidat har vunnit rösterna i countyt i samtliga presidentval sedan valet 2000. I valet 2016 vann republikanernas kandidat med 64,6 procent av rösterna mot 30,6 för demokraternas kandidat, vilket är den största segern i countyt för en kandidat sedan valet 1928.

## Geografi
Enligt United States Census Bureau har countyt en total area på 2 326 km². 2 308 km² av den arean är land och 18 km² är vatten. 

### Angränsande countyn
- Potter County - nord
- Lycoming County - öst
- Union County - sydost
- Centre County - syd
- Clearfield County - sydväst
- Cameron County - väst